# 洪教院
洪教院，位于山西省长治市沁县城北30公里的牛寺乡南涅水村，是中华人民共和国全国重点文物保护单位之一。

## 历史
洪教院在金代后期重建。大定九年（1169年）封为“敕赐洪教之院”。元至元八年（1271年）及明清多次重修。

## 建筑
洪教院山门已毁，现存前殿、戏台、正殿及东西两侧配殿。
前殿、戏台均为三开间，悬山顶。
正殿面阔三间，进深六椽，保持金元建筑的特点，匾额“敕赐洪教之院”为金代原物。两侧配殿均为单开间、悬山顶。东配殿系近年坍塌重建，西配殿保持原貌。

## 保护
1986年7月，洪教院公布为沁县文物保护单位。
1996年1月12日，洪教院公布为第三批山西省文物保护单位，古建筑及历史纪念建筑物类，编号3-61。
2013年3月5日，洪教院公布为第七批全国重点文物保护单位，古建筑类，编号7-0812-3-110。 